# EasyJet
Pour les articles homonymes, voir Easy jet.
easyJet est une compagnie aérienne à bas prix britannique. Au 1er juillet 2015, elle est la deuxième compagnie européenne en nombre de passagers transportés après Ryanair.

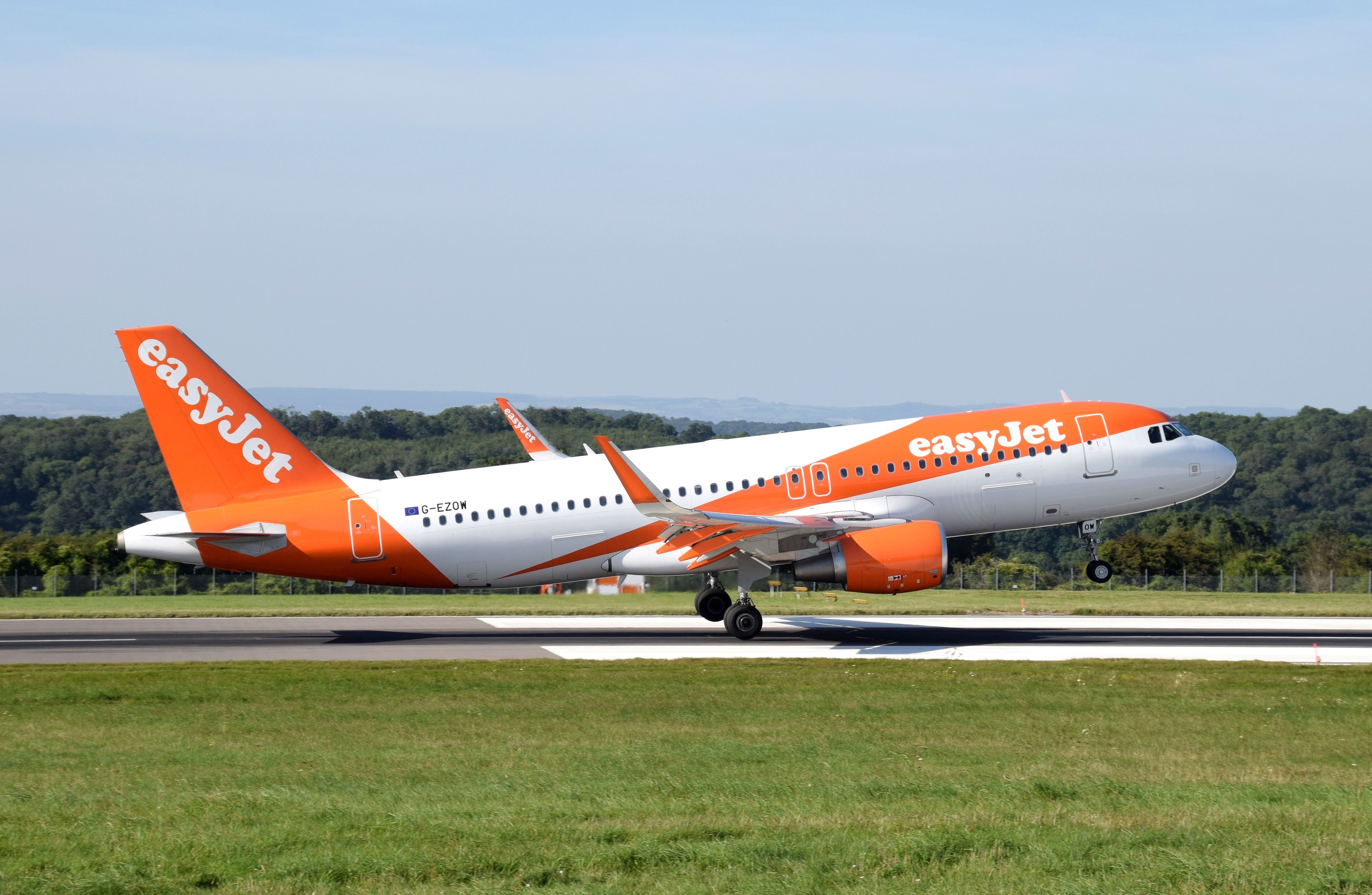
Atterrissage d'un Airbus A320-200 à l'aéroport de Bristol, Royaume Uni (2016).

Son nom officiel est easyJet Airline Company PLC. Elle appartient en partie à Stelios Haji-Ioannou à travers sa participation à Easygroup, une entreprise immatriculée à Jersey. Il s'agit d'une société de plus de 10 000 employés qui est lancée le 10 novembre 1995, grâce à un prêt de cinq millions de livres du père de Stelios Haji-Ioannou, un armateur chypriote. Cotée à la Bourse de Londres, elle fait partie de l'indice FTSE 100. Son siège social est situé à l'aéroport de Londres-Luton, dans le hangar H89.
En mars 2024, easyJet opère plus de 1 015 routes desservant 156 aéroports dans 34 pays. Sa flotte se compose à cette même date de 400 avions de la famille des Airbus A319, A320 et A321. La compagnie commence à accueillir de nouveaux avions A320neo et A321neo, avec une commande à Airbus qui devrait porter la flotte à 157 nouveaux appareils de cette gamme. Ces avions consomment 15 % de carburant en moins et permettent de réduire l'empreinte carbone par passager. 
Le 14 juillet 2017, la marque annonce la création d'une nouvelle société basée à Vienne en Autriche, pour continuer à bénéficier des avantages liés à la libre circulation entre les pays de l'Union européenne malgré le Brexit. Appelée easyJet Europe, elle possède plus de 135 appareils, transférés depuis la société mère et ayant obtenu de nouvelles immatriculations autrichiennes. Il en est de même en 1999, avec la création de EasyJet Switzerland qui opère depuis les aéroports Suisse de Bâle-Mulhouse, Genève et Zurich. EasyJet Switzerland possède 27 avions immatriculés en Suisse répartis entre les bases de Bâle-Mulhouse et Genève.

## Histoire

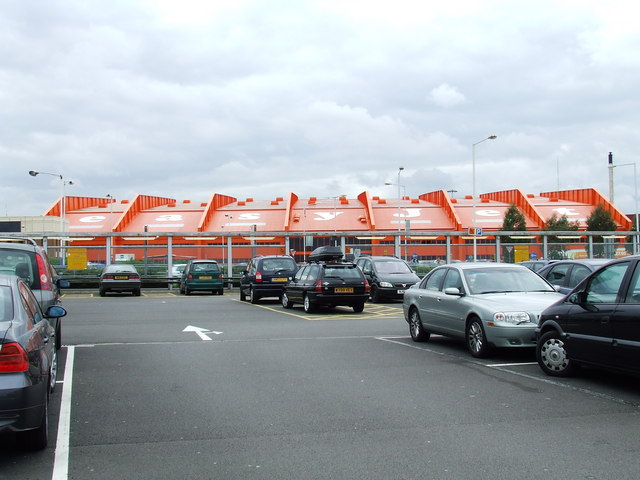
Hangar 89, le siège d'easyJet à l'aéroport de Londres-Luton.

Fondée en 1995, la société easyJet rachète en 1998 40 % de la compagnie suisse TEA Basel, basée à Genève. Cette compagnie devient sa filiale et prend le nom d'easyJet Switzerland.
En 2002, elle rachète cette fois son concurrent sur le segment à bas coûts, Go Fly (filiale de British Airways). Cette même année, la compagnie annonce avoir vendu 1 498 802 places. Fin 2007, la compagnie rachète GB Airways, qui opère alors pour le compte de British Airways ; seuls les créneaux de décollage/atterrissage à Londres-Luton n'ont pas été rachetés. En 2013, la compagnie rachète les créneaux vendus par Flybe à l'aéroport de Londres-Gatwick pour un montant de 25 millions de livres sterling. Cette acquisition lui permet d'accroître sensiblement son offre et sa présence, qui se traduit par sept avions supplémentaires basés à Gatwick.
EasyJet étant devenue la quatrième compagnie européenne, ses plus gros concurrents sont à la fois d'autres compagnies à bas-coûts comme Ryanair, mais également, et de plus en plus, les majors européennes tel que British Airways, Air France, Lufthansa, etc.
En juillet 2014, easyJet franchit le seuil des 700 lignes en Europe, Afrique du Nord et Moyen-Orient.
En 2017, easyJet acquiert une partie de la flotte, du personnel et des créneaux d'Air Berlin notamment à l'aéroport de Berlin de Tegel pour 40 millions d'euros.

## Principaux actionnaires
Au 12 décembre 2019
| Stelios Haji-Ioannou                             | 11,7 %  |
| Clelia Haji-ioannou                              | 11,0 %  |
| Polys Haji-ioannou                               | 11,0 %  |
| Credit Suisse Asset Management                   | 10,7 %  |
| Invesco Asset Management                         | 10,00 % |
| Citibank (Switzerland)                           | 3,78 %  |
| Capital Research & Managemen (World Investors)   | 2,95 %  |
| Capital Research & Management (Global Investors) | 2,86 %  |
| BlackRock Investment Management                  | 2,69 %  |
| New Jersey Division of Investment                | 2,16 %  |

## Flotte
En mars 2025, les appareils ci-dessous sont en service au sein des flottes d'easyJet, easyJet Europe et easyJet Switzerland :

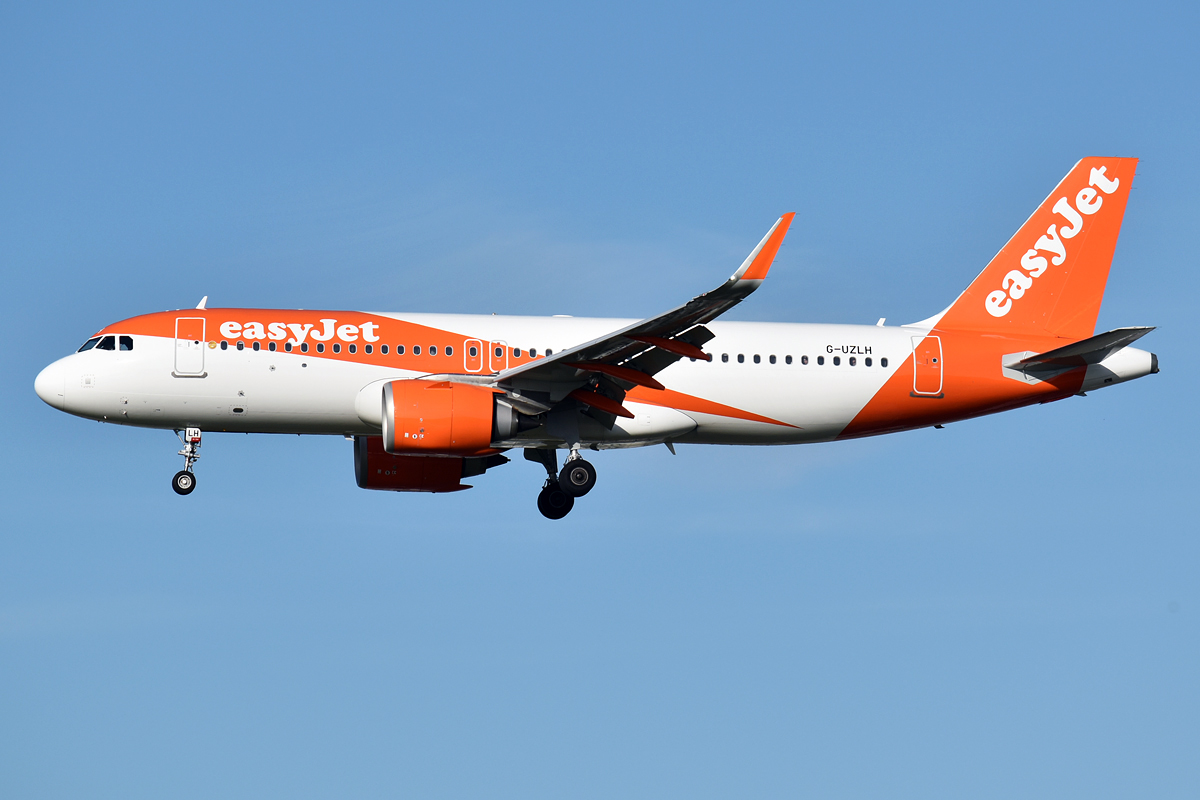
Airbus A320neo.

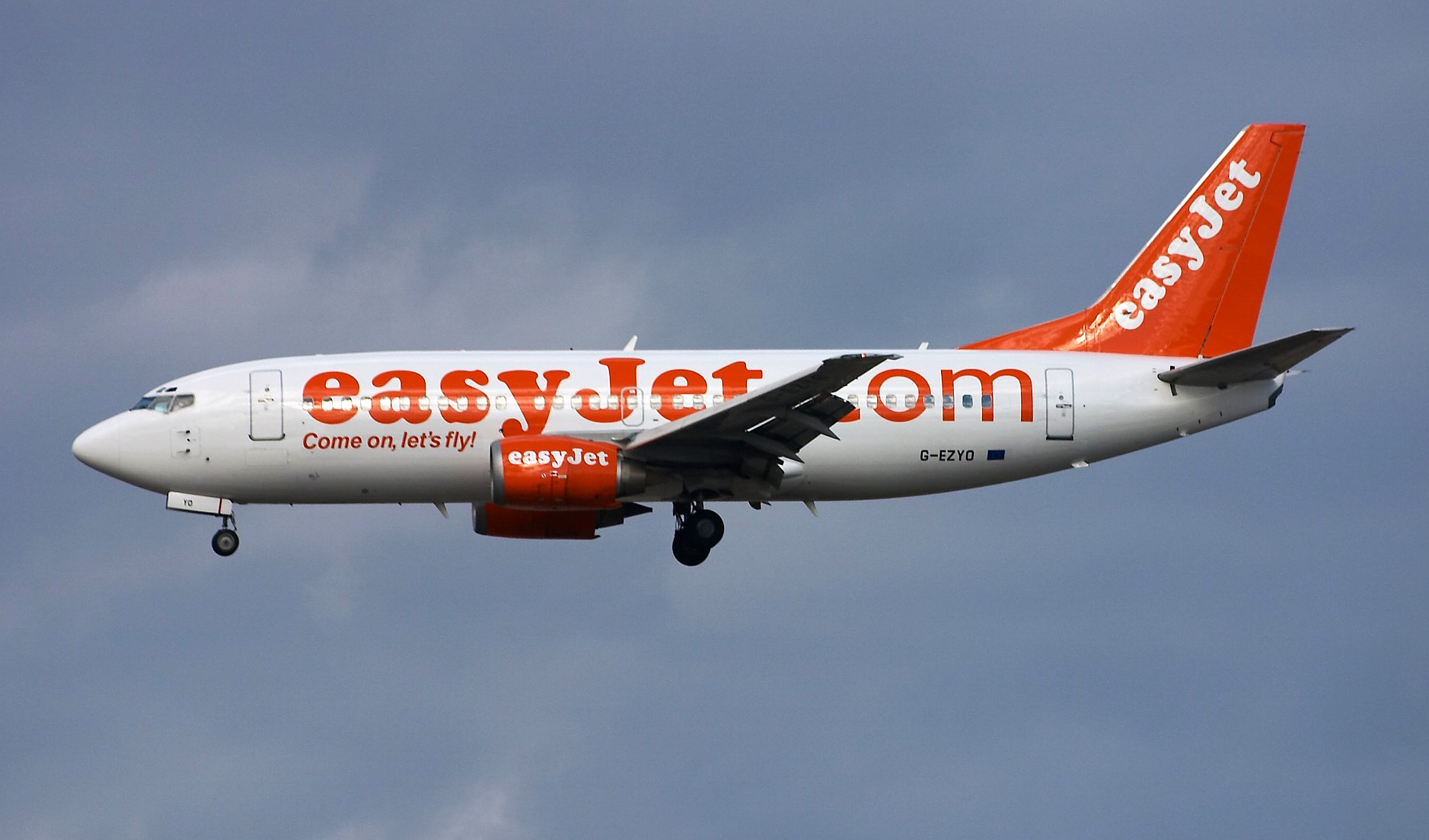
Un Boeing 737-300, déjà retiré de la flotte.

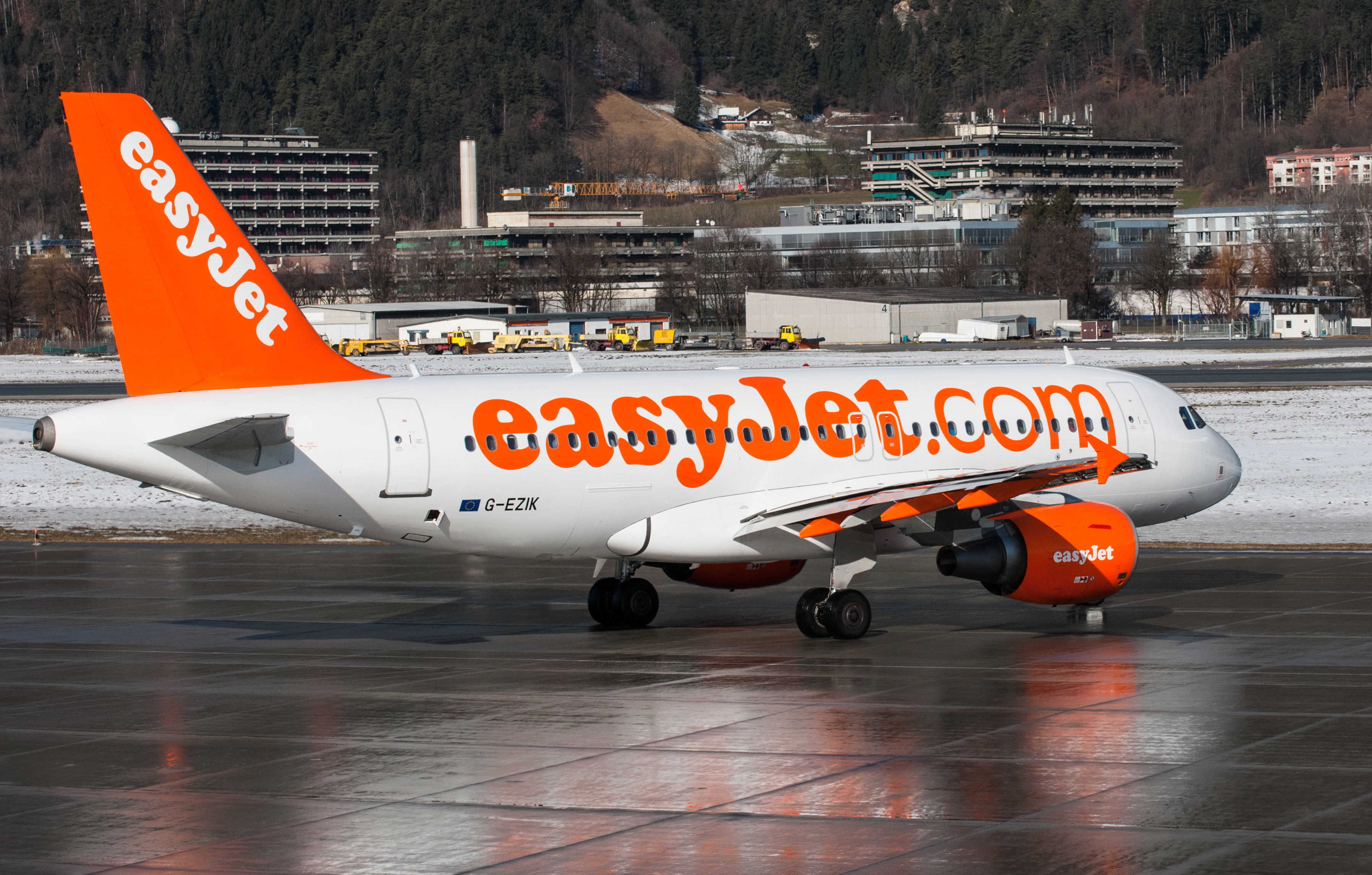
Un Airbus A319 à Innsbruck.

Lors de ses débuts en 1995, easyJet commence ses opérations avec deux Boeing 737-200 loués auprès de GB Leisure. Ensuite, afin de pouvoir se développer, elle rachète de nombreux Boeing 737-300 de seconde main à différentes compagnies dans le monde. Le 19 août 1998, elle reçoit son premier avion neuf, un Boeing 737-300 premier d'une tranche de 17 exemplaires suivis par 33 Boeing 737-700 dernière génération. Ces derniers permettent à easyJet de poursuivre son développement tout en modernisant la flotte.
Le 30 décembre 2002, easyJet dévoile une commande historique auprès d'Airbus portant sur 120 A319, assortie de 120 droits d'achat supplémentaires. Elle choisit d'exploiter une flotte exclusivement composée d'Airbus, et donc de remplacer progressivement l'ensemble des Boeing 737-300 et -700. En juillet 2008, après avoir reçu plus de 80 A319, elle modifie une partie de la commande restante en échangeant 25 A319 contre 25 A320. Identiques sur le plan technique, les A320 disposent d'un fuselage plus long qui permet de transporter 24 passagers supplémentaires. En novembre 2011, le 737 effectue son dernier vol aux couleurs d'easyJet, après seulement sept ans d'exploitation. Les appareils hérités de GB Airways lors de son rachat en 2008 sont tous retournés à leur loueur ou vendus.
Au 1er juin 2012, la flotte d'easyJet se compose de 211 avions, dont 162 A319 et 49 A320. Il reste 21 A320 à livrer, qui permettront de remplacer à la fois les premiers A319 et de faire face à la croissance attendue.
En mai 2015, la compagnie annonce que l'ensemble de la flotte d'Airbus A320 passerait de 180 à 186 sièges et ce sans différence de confort pour les passagers. En effet Airbus va repositionner la seconde toilette arrière dans le cône de queue afin de libérer de l'espace en cabine. La nouvelle cabine fera ses débuts sur les avions livrés à partir de mai 2016, les anciens A320 seront modifiés progressivement jusqu'à l'été 2018. La nouvelle cabine proposera plus d'espace pour les passagers grâce à l'utilisation du siège Récaro SL3510 « extra fin et plus confortable ». L'éclairage sera exclusivement à LED et certains équipements de sécurité seront déplacés afin de libérer les coffres à bagages et en augmenter la capacité.
easyJet reçoit son premier Airbus A320neo de nouvelle génération en juin 2017.

## Flotte historique
| Type d'appareil           | Introduit dans la flotte | Retiré de la flotte | Nombre introduit | Notes                                                                                             |
| ------------------------- | ------------------------ | ------------------- | ---------------- | ------------------------------------------------------------------------------------------------- |
| Airbus A321               | 2008                     | 2010                | 9                | Hérité de l'achat de GB Airways                                                                   |
| Boeing 737-200            | 1995                     | 1997                | 2                | Les deux avions (G-BECG / G-BECH) ont été transférés à Virgin Express en 1997 et détruits en 2005 |
| Boeing 737-300            | 1995                     | 2006                | 49               | Ont été remplacés par des A319                                                                    |
| Boeing 737-700            | 2000                     | 2011                | 33               | Ont été remplacés par des A319 et A320                                                            |
| Boeing 757-200            | Juin 2010                | Septembre 2010      | 4                | Ont été loués pour une courte période                                                             |
| British Aerospace BAe 146 | Janvier 2018             | Août 2018           | 4                | Ont été loués pour une courte période                                                             |

## Chiffres
- EasyJet exploite plus de 803 lignes (conjointement avec easyJet Switzerland), court et moyen courrier, dessert 155 aéroports dans 31 pays en  Europe, Maroc, Égypte, Turquie, et Israël.
- EasyJet opère depuis certains grands aéroports internationaux, notamment Paris-Charles-de-Gaulle et Paris-Orly, Milan Malpensa, ou Barcelone El Prat. Elle est davantage présente dans les grands aéroports que sa concurrente Ryanair[réf. souhaitée].
- Durant l'année 2012, elle transporte plus de 60 millions de passagers sur l'ensemble de son réseau, dont près de 20 % de clientèle d'affaires.
- Lors de l'année 2013, easyJet réalise un bénéfice net de 398 millions de livres pour un chiffre d'affaires de 4,25 milliards de livres[12].
- En 2017, easyJet a transporté 81,6 millions de passagers soit une hausse de 9,6 % par rapport à 2016[13]. Cette même année, la capitalisation boursière totale de la compagnie est de 517 562.15 MGBX[Quoi ?].

## Services

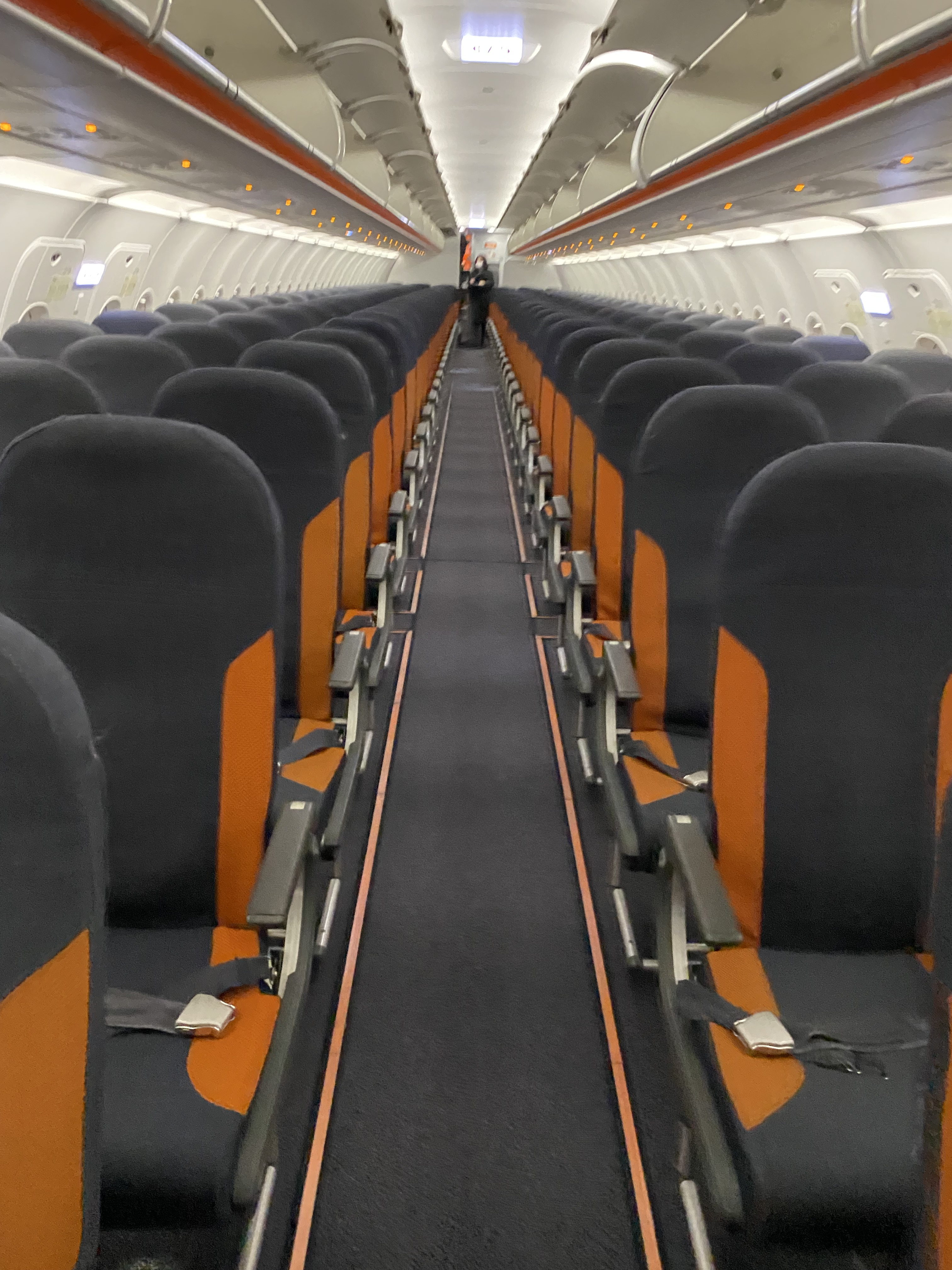
Cabine d'un Airbus A320 d'easyJet.

EasyJet est une compagnie à bas coût avec une stratégie du « tout à la carte », à l'opposé du « tout inclus » de certaines autres compagnies. Concrètement, alors que chez d'autres compagnies des services tels que le bagage en soute, la restauration à bord ou la modification du billet sont inclus dans le prix du billet, easyJet a choisi de simplifier son offre et de proposer au client de payer individuellement chaque service. Ceci permet à la compagnie de réduire les coûts et d'offrir des prix d'appel attractifs. Néanmoins, afin d’affronter la concurrence, easyJet met en place en 2012 une nouvelle gamme tarifaire plus inclusive.

### 2006
- La société réalise un bénéfice de 140 millions d'euros (triplé en trois ans).
- Trafic de 33,67 millions de passagers.
- Évolution des prix: + 5,6 % en 2006, avec un prix moyen du ticket à 57 €.

### 2007
- Un quart de ses passagers sont désormais des cadres, soit 8,5 millions de passagers, soit deux fois plus qu'en 2004.
- Son cours en bourse est multiplié par 4,5 depuis 2004.
- 137 appareils sont en fonction, pour 75 aéroports desservis en Europe, Maroc et Turquie.
- Deuxième au classement des chiffres d'affaires des compagnies à bas coût, derrière Ryanair.
- Fin mai, le taux de remplissage des lignes intra-européennes atteint 83,5 % (contre 80 % pour Ryanair et 70,8 % pour Air France-KLM).
- Les avions volent en moyenne onze heures par jour.
- Les escales ont une durée de 25 à 30 minutes.

### 2008
Au cours de l’année, la valeur du titre perd 55 %. Les bénéfices pour l'année fiscale 2008 (se terminant au 30 septembre) atteignent 123,1 millions de livres pour un chiffre d'affaires de 2,362 milliards de livres.
La compagnie est désignée meilleure compagnie à bas coûts au monde par l'édition 2008 des « World Airline Awards », sur la base d’un sondage réalisé par Skytrax auprès de plus de quinze millions de voyageurs.

### 2010
La compagnie recrute 190 pilotes sortant de CTC.

### 2013
Les pilotes français d'easyJet font grève le lundi 25 novembre 2013 pour protester contre la politique de redistribution des bénéfices de l'entreprise, qu'ils jugent trop peu avantageuse pour eux.

### 2014
Les syndicats des pilotes et du personnel navigant commercial français demandent de cesser le travail les 25 et 26 décembre. Les syndicats réclament une meilleure gestion des plannings, une plus grande participation aux bénéfices et la mise en place d'un contrat de prévoyance. Ils contestent également la baisse de 25 % de l'actionnariat d'entreprise.

### 2015
La grève opérée en décembre 2014 est reconduite du 31 décembre 2014 au 1er janvier 2015, avec les mêmes revendications.

### 2017
Le 14 juillet, la société annonce souhaiter la création d'une nouvelle compagnie basée à Vienne, en Autriche, en raison du Brexit. Elle porterait le nom easyJet Europe. La compagnie autrichienne assurera les vols intra-européens et entre des pays de l'UE et d'autres pays hors Union européenne.
Le 14 août, le SNPL (Syndicat National des Pilotes de Ligne et principal syndicat dans ce secteur en France), accuse officiellement la compagnie aérienne de multiplier le nombre de vols au détriment de la sécurité des voyageurs et de la qualité de service. Des pilotes font état de mesures s'apparentant à des pressions. De nombreux vols sont annulés.
Fin 2017, easyJet reprend des actifs et aéronefs d'Air Berlin après sa fin d'activité, lui permettant l'ouverture d'une nouvelle base à Berlin Tegel, ainsi que le renforcement des fréquences vers les principaux aéroports Allemands au départ de Bâle-Mulhouse, Genève et Zurich.

### 2018
Fin mars 2018, easyJet ouvre une première ligne vers Lyon à l'aéroport de Rennes avec 4 rotations par semaine.
En 2018, une étude du gouvernement britannique révèle que la rémunération des femmes employées par l'entreprise est en moyenne inférieure de 45 % à celle des hommes. L'entreprise estime que l'écart s'expliquerait en partie par la prépondérance des hommes dans le métier de pilote, hautement rémunéré, bien que les autorités y voient « les symptômes d'un problème plus large ».
Le 20 novembre 2018, les résultats annuels sont publiés par la compagnie. Sur la période 2017-2018, easyJet engrange un bénéfice de 358 millions de livres, soit près de 400 millions d'euros. Ces chiffres font d'easyJet la compagnie low-cost la plus rentable d'Europe. Le taux de remplissage des avions est estimé à 92,9 %. Le chiffre d'affaires de la compagnie est évalué à 6,6 milliards d'euros, ce qui représente une hausse de 17 % sur la dernière année.

### 2019
Pour éviter les risques d'allergie, easyJet supprime en 2019 la vente de cacahuètes à bord de ses avions.

### 2023
En juillet, la compagnie annonce annuler 2 000 vols au départ de l'aéroport de Londres-Gatwick en prévision d'un trafic saturé et de grèves chez les contrôleurs aériens.

## Poursuites judiciaires

### Condamnation pour travail dissimulé
En France, easyJet est condamnée en novembre 2010 pour « travail dissimulé, entraves aux organes de représentation du personnel et défaut d'immatriculation » pour avoir notamment fait travailler à Orly des salariés sous contrat britannique.

### Condamnation pour publicité mensongère
Depuis le 1er janvier, l’Autorité italienne de la concurrence (it) a infligé six condamnations accompagnées de sanctions financières pour 47 500 € à plusieurs compagnies à bas coût, dont une à easyJet. L'amende est liée à des publicités trompeuses pour des tarifs aériens présentés comme très bas, voire gratuits, dans des campagnes publicitaires diffusées dans la presse, campagnes omettant d’informer sur les taxes et autres coûts supplémentaires [source insuffisante].
Au début juillet, la Advertising Standards Authority (Royaume-Uni) condamne easyJet pour publicité mensongère. Dans une de ses campagnes de presse, easyJet avait déclaré que ses avions étaient 22 % moins polluants que ceux des autres compagnies. Les chiffres utilisés se sont révélés faux et l’ASA déclare qu’easyJet a contrevenu au code de comportement publicitaire. La condamnation suit une précédente affaire datant d’avril 2007 : easyJet avait alors voulu faire croire que ses avions étaient 30 % moins polluants (en fonction du nombre de passagers) que ceux des autres compagnies [source insuffisante].
En octobre 2014, Jean-Marc Thévenaz, directeur général d'easyJet Switzerland, est condamné pour concurrence déloyale et publicité mensongère.

### Discrimination de personnes handicapées
Au moins quatre cas de refus d'embarquer des personnes en fauteuil roulant ont été rapportés dans la presse (trois en France et un en Suisse),. Comme indiqué dans la réglementation du transporteur, ce dernier refuse de transporter des personnes à mobilité réduite si elles ne sont pas accompagnées d'au moins une personne valide pour deux passagers présentant des difficultés à se déplacer. Afin d'être autorisées à embarquer, certaines personnes non accompagnées se sont vu proposer par la compagnie de solliciter, avant la fermeture du vol, l'assistance de n'importe quel passager majeur présent sur ce même vol, et qui serait prêt à les prendre en charge en cas d'évacuation d'urgence de l'appareil. En France, la HALDE, et le ministère des transports annoncent l'ouverture de procédures contre easyJet. La compagnie répond en indiquant que la réglementation européenne impose une évacuation de l'avion en 90 secondes en cas d'urgence : pour obtenir la certification de navigabilité d'un avion, son constructeur doit être en mesure de prouver qu'il est possible d'évacuer l'appareil en 90 secondes avec la moitié des issues disponibles, cela notamment grâce à l'utilisation des toboggans d'évacuation et à la formation du personnel navigant commercial.
En janvier 2012, la compagnie easyJet est condamnée notamment à 70 000 € d'amende pour avoir refusé l'accès d'un avion à trois personnes handicapées en 2009. La compagnie fait appel. En février 2013, la cour d'appel de Paris a confirmé la condamnation pour discrimination.

## Scandales

### Polémiques médiatiques
EasyJet a, à plusieurs reprises, provoqué des polémiques médiatiques.
En mars 2020, easyJet diffuse auprès de ses salariés la vidéo d'un dirigeant de la compagnie, dans laquelle celui-ci leur demande de faire des efforts afin de lutter contre les conséquences financières de la Pandémie de Coronavirus. La vidéo s’avérera être en grande partie le plagiat d'un discours du premier ministre irlandais Leo Varadkar.
Face à la polémique, la compagnie s'excuse.
En juin 2020, Easyjet fait scandale en Italie, après avoir diffusé une publicité dans laquelle elle présente la Calabre comme souffrant d'une « évidente absence de touristes » en raison de son activité mafieuse et de ses tremblements de terre. De nombreux hommes politiques, dont le ministre de la cohésion des territoires Giuseppe Provenzano, exigent des excuses. Easyjet se défend en affirmant avoir juste voulu montrer que cette région était sous-évaluée pour le tourisme, avant de présenter ses excuses.

## Innovations

### Avion électrique
En octobre 2018, easyJet annonce le développement du prototype d'un avion de ligne électrique qui doit effectuer son premier vol (non commercial) en 2019. L'exploitation commerciale est prévue pour 2027 au plus tôt. La première version doit proposer 50 places.

### Inspection par drone
En 2014, en partenariat avec le Bristol Robotics Laboratory, la compagnie aérienne s'intéresse à la robotisation de la maintenance aéronautique en employant des drones. Elle effectue une première inspection durant l'année 2015. Équipé de capteurs lasers et d'une caméra haute résolution, le drone effectue un vol autonome autour de l'appareil. Il engendre une image tridimensionnelle de l'avion et la transmet à un technicien. Ce dernier peut ensuite naviguer dans cette représentation et zoomer pour faire apparaître une photo haute résolution d'une partie de l’avion. L'opérateur doit ensuite diagnostiquer visuellement la présence ou l'absence de défauts. Cette approche évite l'emploi d'escaliers mécaniques pour observer les parties hautes de l'appareil,,

### Compensation carbone
En novembre 2019, la compagnie annonce qu'elle va compenser l'ensemble de ses vols pour un montant estimé à 22 millions d'euros en 2020, qui servira à financer des projets de reforestation et de développement des énergies renouvelables.
Le 26 septembre 2022, elle annonce l'arrêt de son programme de compensation carbone qui n'est pas en ligne avec le SBTi qui impose aux entreprises de décarboner leurs propres opérations et ne reconnait pas les compensations hors secteurs ni les mécanismes de marché comme le système d'échange de quotas d'émission de l'Union européenne (SEQE-UE) et le régime de compensation et de réduction de carbone pour l’aviation internationale (CORSIA). Après la fin de l'année, il ne sera plus disponible qu'en option pour les clients le désirant.
En janvier 2022, le Jury de déontologie publicitaire (JDP) avait déclaré fondée une plainte pour écoblanchiment relative à une publicité de la compagnie dans la presse française vantant la compensation carbone de tous ses vols,.